# Japanese Boy
"Japanese Boy" är en låt framförd av den skotska sångerskan Aneka, skriven av Bobby Heatlie. Den släpptes på singel 1981 och blev hennes stora genombrott.
Genom åren har flera olika artister spelat in covers på låten, bland annat Sahara Hotnights på deras album Sparks.

## Låtlista
1. "Japanese Boy" (Bobby Heatlie) – 3:53
2. "Ae Fond Kiss" (Robert Burns; skotsk folksång) – 3:48

## Listplaceringar
| Lista (1981–82)                   | Högsta position |
| --------------------------------- | --------------- |
| Australien (Kent Music Report)    | 57              |
| Irland (IRMA)                     | 1               |
| Schweiz (Schweizer Hitparade)     | 1               |
| Storbritannien (UK Singles Chart) | 1               |
| Sverige (Sverigetopplistan)       | 1               |